# Détente instantanée contrôlée
 (novembre 2014).
Si vous disposez d'ouvrages ou d'articles de référence ou si vous connaissez des sites web de qualité traitant du thème abordé ici, merci de compléter l'article en donnant les références utiles à sa vérifiabilité et en les liant à la section « Notes et références ».
La détente instantanée contrôlée (DIC) est un procédé technique destiné entre autres à la conservation d'aliments ou à l'extraction d'huiles essentielles.

## Historique
Le procédé de la détente instantanée contrôlée a été inventé en 1988 par l’équipe du Professeur Karim Allaf impliquant plusieurs étudiants et doctorants (Pierre Vidal, Amal Habba, Nicolas Louka, Wafaa Sahyoun...) de l’université de technologie de Compiègne en collaboration technique avec l’équipe technique de la coopérative Silva Laon.

## Principe
La détente instantanée contrôlée (DIC) est fondée sur une chute abrupte de pression vers le vide à la suite d’un traitement thermique de courte durée ; la DIC comporte donc les étapes suivantes : 
1. Élévation de température & pression : Il s’agit de porter une substance à une température comprise entre 100 et 150 °C sous une pression pouvant atteindre voire dépasser 5 bars pendant quelques secondes seulement.
2. Chute abrupte vers le vide : Après une phase de stabilisation et d'homogénéisation, le vide est instauré dans la chambre du réacteur DIC. C’est sous l’effet de cette dépression vers le vide que la structure de la matrice est "swellifiée" ; l'autovaporisation résultant de la détente brusque agit sur la matière. Le débit de vapeur ainsi générée agit sur le produit (substance ayant un comportement visco-élastique) générant une expansion; le refroidissement accompagnant cette diminution de l'humidité permet à la matière de préserver la nouvelle structure et d'éviter son effondrement (au voisinage de la transition vitreuse).
3. Retour à la pression et à la température ambiante.

L’ensemble d'un cycle de traitement DIC dure moins d’une minute dans la plupart des cas.
Cette détente instantanée vers le vide provoque simultanément:
- une vaporisation des composés volatils
- une texturation[Laquelle ?] nouvelle liée souvent à une plus grande porosité (swellification) du produit
- un refroidissement instantané du produit.

La détente instantanée contrôlée offre des avantages[réf. nécessaire] économiques (vitesse, coût) et qualitatifs (stérilisation, qualités organoleptiques, contenu en vitamines et antioxydants...).wikt:allo

## Applications
Les principales applications sont : 
- La swellification[3],[4] (de l'anglais « (en) swell-drying », signifiant « séchage par gonflement »), un procédé de conservation des aliments par dé-bactérisation, déshydratation et texturation. Il est appliqué en particulier[pourquoi ?] aux fruits et légumes (plus de 200 variétés testées[réf. nécessaire]) sous forme de cubes, tranches et poudres, que l'on retrouve dans des gammes de produits alimentaires sains et uniques[réf. nécessaire] du « grignotage gourmand » , « snacks de fruits » ou « pétales de légumes ». Par ailleurs, les produits alimentaires intermédiaires obtenus peuvent être utilisés pour l'élaboration de plats cuisinés déshydratés, des produits pour enfants, des produits laitiers expansés, etc. La swellification est conforme[réf. nécessaire] aux règles de l'agriculture biologique (aucun apport de produit chimique, ni de rayonnement). La conservation est de très longue durée.

- La décontamination microbienne de produits biologiques (aliments, cosmétiques, vaccins, herbes médicinales, poudres,....). La DIC permet non seulement une décontamination efficace mais aussi une très grande préservation de la qualité du produit traité.

- L'extraction d’huiles essentielles : la DIC provoque une vaporisation de composés volatils (eau, huiles essentielles...). L'opération nécessite une durée de quelques minutes au lieu de quelques heures ou quelques dizaines d'heures pour les opérations conventionnelles (hydrodistillation, vapodistillation...). La consommation d'énergie et l'impact environnemental sont particulièrement avantageux.

- Le pré-traitement à l'extraction de molécules actives : la modification de la structure moléculaire des substances traitées permet une meilleure pénétration des solvants, une meilleure efficacité d’extraction (en particulier les composés chimiques les plus fragiles, habituellement détruits par une exposition trop longue à la chaleur), pouvant ainsi être utilisés en tant que compléments alimentaires : antioxydants, fibres de fruits, etc

## Recherches
De nombreuses recherches scientifiques et applications industrielles ont été décrites 
- Amélioration de la surface spécifique des poudres (produits laitiers, fruits et légumes, produits médicaux) pour une meilleure miscibilité (boissons, pénétration des substances médicinales dans l’organisme),
- Prolongation de la DLC (date limite de conservation) de plasmas sanguins, vaccins, par la technologie DDS (Déshydratation par détentes successives),
- Séchage de produits alimentaires non végétaux tels que le poisson par DD & DIC,
- Préservation de bois archéologiques par DIC, etc.